# Cricosaura typica
Cricosaura typica (кубинська нічна ящірка) — вид сцинкоподібних ящірок родини нічних ящірок (Xantusiidae). Ендемік Куби. Це єдиний представник монотипового роду Cricosaura.

## Поширення і екологія
Кубинські нічні ящірки мешкають в прибережних районах півострова Кабо-Крус в провінції Гранма на крайньому південному сході Куби. Вони живуть у напівлистяних мезофільних лісах, прибережних і субприбережних хвойних лісах та в сухих склерофітних сукулентних чагарниках, серед опалого листя і коріння, під камінням і поваленими деревами. Живляться дрібними безхребетними, відкладають яйця.

## Збереження
МСОП класифікує стан збереження цього виду як близький до загрозливого. Cricosaura typica загрожує знищення природного середовища.